# Les Églisottes-et-Chalaures
Les Églisottes-et-Chalaures ist eine französische Gemeinde mit 2.172 Einwohnern (Stand: 1. Januar 2022) im Département Gironde in der Region Nouvelle-Aquitaine. Sie gehört zum Arrondissement Libourne und zum Kanton Le Nord-Libournais.

## Geographie
Les Églisottes-et-Chalaures liegt etwa 51 Kilometer nordöstlich von Bordeaux und etwa 26 Kilometer nordöstlich von Libourne am Fluss Dronne, der auch die westliche Gemeindegrenze bildet. Die Gemeinde grenzt an die Départements Charente-Maritime und Dordogne. Umgeben wird Les Églisottes-et-Chalaures von den Nachbargemeinden La Barde im Nordwesten und Norden, La Roche-Chalais im Norden und Nordosten, Saint-Christophe-de-Double im Osten, Le Fieu im Süden, Les Peintures im Südwesten sowie Chamadelle im Westen.
Durch die Gemeinde führt die Bahnstrecke Paris–Bordeaux, an der hier auch ein Bahnhof liegt.

## Geschichte
Anfang des 19. Jahrhunderts wurden die Gemeinden Chalaures und Les Églisottes zusammengeschlossen.

### Bevölkerungsentwicklung
| Jahr                       | 1962 | 1968 | 1975 | 1982 | 1990 | 1999 | 2006 | 2012 | 2020 |
| Einwohner                  | 1888 | 1982 | 1863 | 1791 | 1731 | 1883 | 2103 | 2193 | 2145 |
| Quellen: Cassini und INSEE |      |      |      |      |      |      |      |      |      |

## Sehenswürdigkeiten
- Neoromanische Kirche Saint-Pierre
- Taubenhaus
- Wasserturm

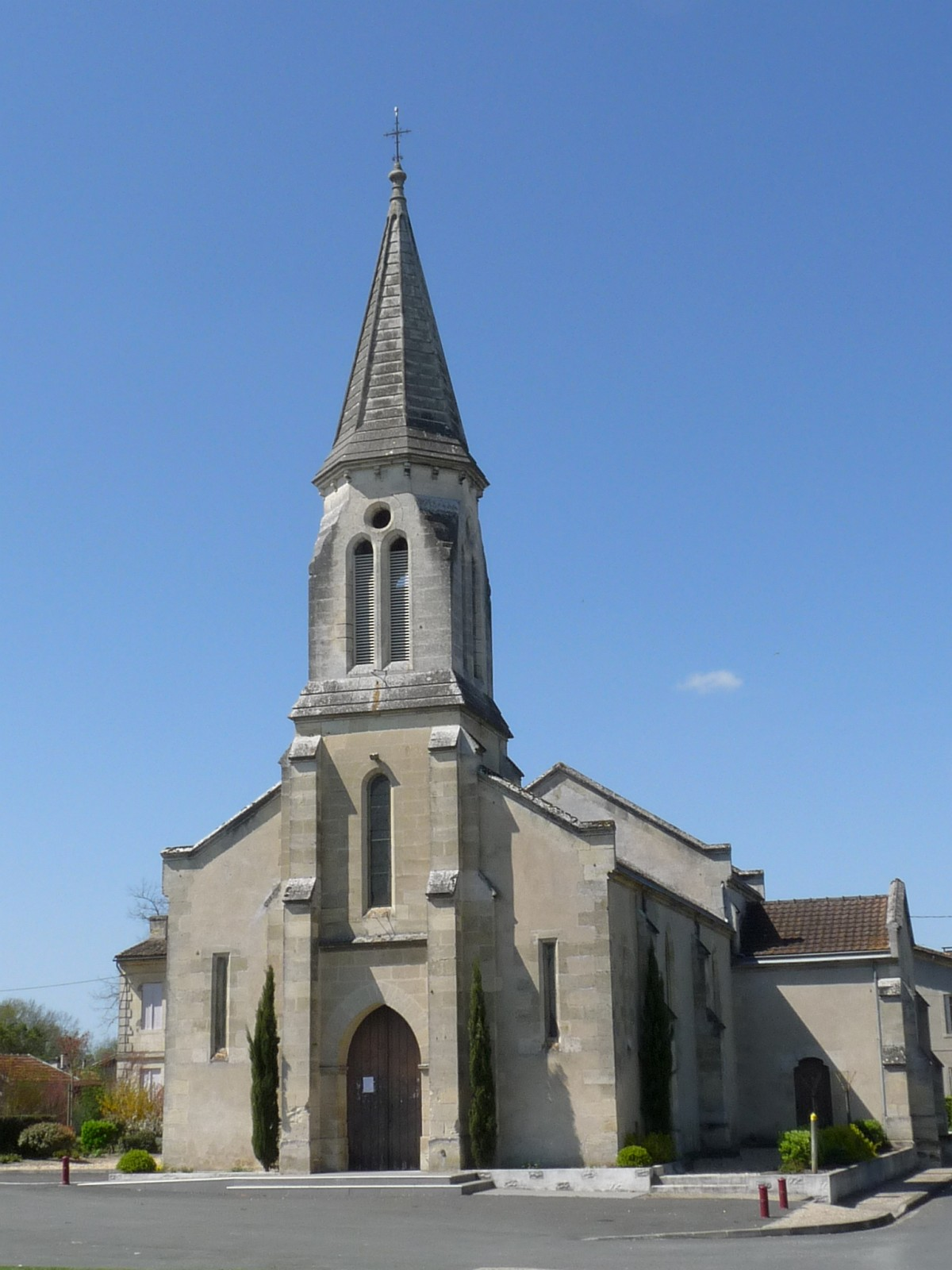
Kirche Saint-Pierre
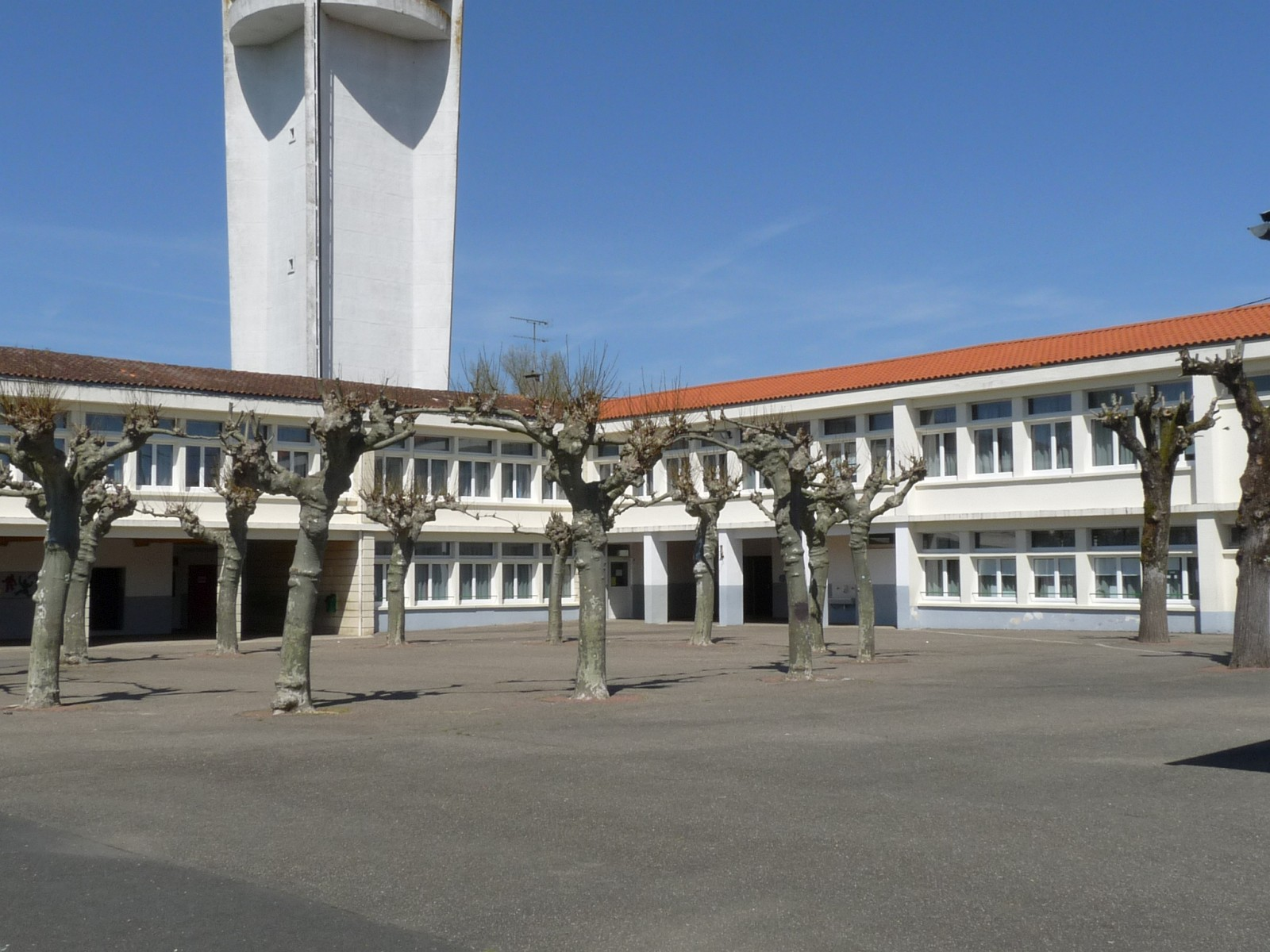
Grundschule vor dem Wasserturm